# جان إشبيا
جان إشبيا (بالفرنسية: Jean Ichbiah) (25 مارس 1940 في باريس - 26 يناير 2007 في بوسطن) كان عالم حواسيب فرنسي، قام بتطوير لغة البرمجة أدا بين عامي 1977 و1983.

## حياته
ولد جون إشبيا في باريس، وهو حفيد مهاجرين من تركيا واليونان. بعد النجاح في دراسته كمهندس بناء من مدرسة بوليتكنيك والمدرسة الوطنية للجسور والطرق ذهب عام 1964 إلى معهد ماساتشوستس للتكنولوجيا في الولايات المتحدة الأمريكية. وبعد عامين أكمل دراسته وتحصل على شهادة الدكتوراه في الهندسة المدنية والبحث العلمي. بعد عودته إلى فرنسا عام 1967 بدأ وظيفته لدى شركة بول للحواسيب (فيما بعد أصبح اسمها هونيوال بول)، أسس إشبيا عام 1980 شركة ألسيس (أدا لغة النظم) في فرنسا، لتسويق ومواصلة تطوير اللغة الجديدة وتكريسها. كما أسس شركة سلع النصوص عام 1993 في الولايات المتحدة الأمريكية.
كان جون إشبيا عضوًا في أكاديمية العلوم الفرنسية، ومنح لقب فارس فيلق الشرف الفرنسي.

## وصلات خارجية
- مقال عن جون إشبيا من موقع أكاديمية العلوم الفرنسية (باللغة الفرنسية).